# Gaienhofen
Gaienhofen este o comună din Districtul Konstanz, landul Baden-Württemberg, Germania. Comuna cuprinde localitățile Gaienhofen, Gundholzen, Hemmenhofen și Horn.